# Святополк Юрьевич
Святополк Юрьевич — князь Пинский (1168-1170), князь Туровский  (1170—1190). Наследовал старшему брату в Турове и правил этим княжеством 20 лет. 

## Биография
Сын Юрия Ярославича Туровского и Анны Всеволодовны. В 1157 году по поручению Ярослава Осмомысла поехал к Юрию Долгорукому за Иваном Ростиславичем Берладником (он был врагом галицкого князя), который был посажен в темницу. Юрий отправил Берладника в Суздаль, за Ивана Ростиславича заступилось духовенство. В 1161 году участвовал в походе против Владимира Мстиславича. В 1168 году участвовал вместе с другими князьями в крупном походе против половцев, поддерживал Мстислава Изяславича в борьбе против Андрея Боголюбского, затем перешёл на сторону Андрея против Ростиславичей (1173). В 1173 году просил вернуться Ольгу Юрьевну, жену Ярослава Осмомысла, которая бежала вместе с сыном Владимиром в Польшу. В 1183 году отказался принять Владимира. Умер в 1190 году.

## Брак и дети
Жена - неизвестна
Сыновья:
- Владимир Святополчич  (ум. 1228) - князь Пинский.
- Ростислав Святополчич (ум. 1232) - князь Пинский.